# Gadzowice
Gadzowice (niem. Schmeißdorf, cz. Hažovice) – wieś w Polsce położona w województwie opolskim, w powiecie głubczyckim, w gminie Głubczyce.
Leży na terenie Nadleśnictwa Prudnik (obręb Prudnik).
We wsi znajduje się poniemiecki pomnik, upamiętniający żołnierzy poległych w trakcie I Wojny Światowej. Nieopodal Gadzowic przebiegała trasa kolejowa Głubczyce-Racławice Śląskie, która obecnie jest nieczynna i zarośnięta.

## Transport
W miejscowości jest drogowe miejsce przekraczania granicy Gadzowice – Rusín z Czechami, dla pojazdów o nośności do 3,5 tony.